# Szamoai légyvadász
A szamoai légyvadász (Pachycephala flavifrons) a madarak osztályának verébalakúak (Passeriformes) rendjébe és a légyvadászfélék (Pachycephalidae) családjába tartozó faj.

## Rendszerezése
A fajt Titian Peale amerikai ornitológus írta le 1848-ban, az Eopsaltria nembe Eopsaltria flavifrons néven.

## Előfordulása
Csendes-óceán délnyugati részén, Szamoa területén honos. Természetes élőhelyei a szubtrópusi és trópusi síkvidéki és hegyi esőerdők, valamint ültetvények és vidéki kertek. Állandó, nem vonuló faj.

## Megjelenése
Testhossza 15-17 centiméter.

## Életmódja
Rovarokkal táplálkozik.

## Természetvédelmi helyzete
Az elterjedési területe kicsi, egyedszáma viszont stabil. A Természetvédelmi Világszövetség Vörös listáján nem fenyegetett fajként szerepel.